# Accés a Internet
|  | Aquest article tracta sobre l'accés a Internet, inclòs l'accés de banda ampla a Internet. Si cerqueu mètodes telecomunicacions per senyals, vegeu «banda ampla». |

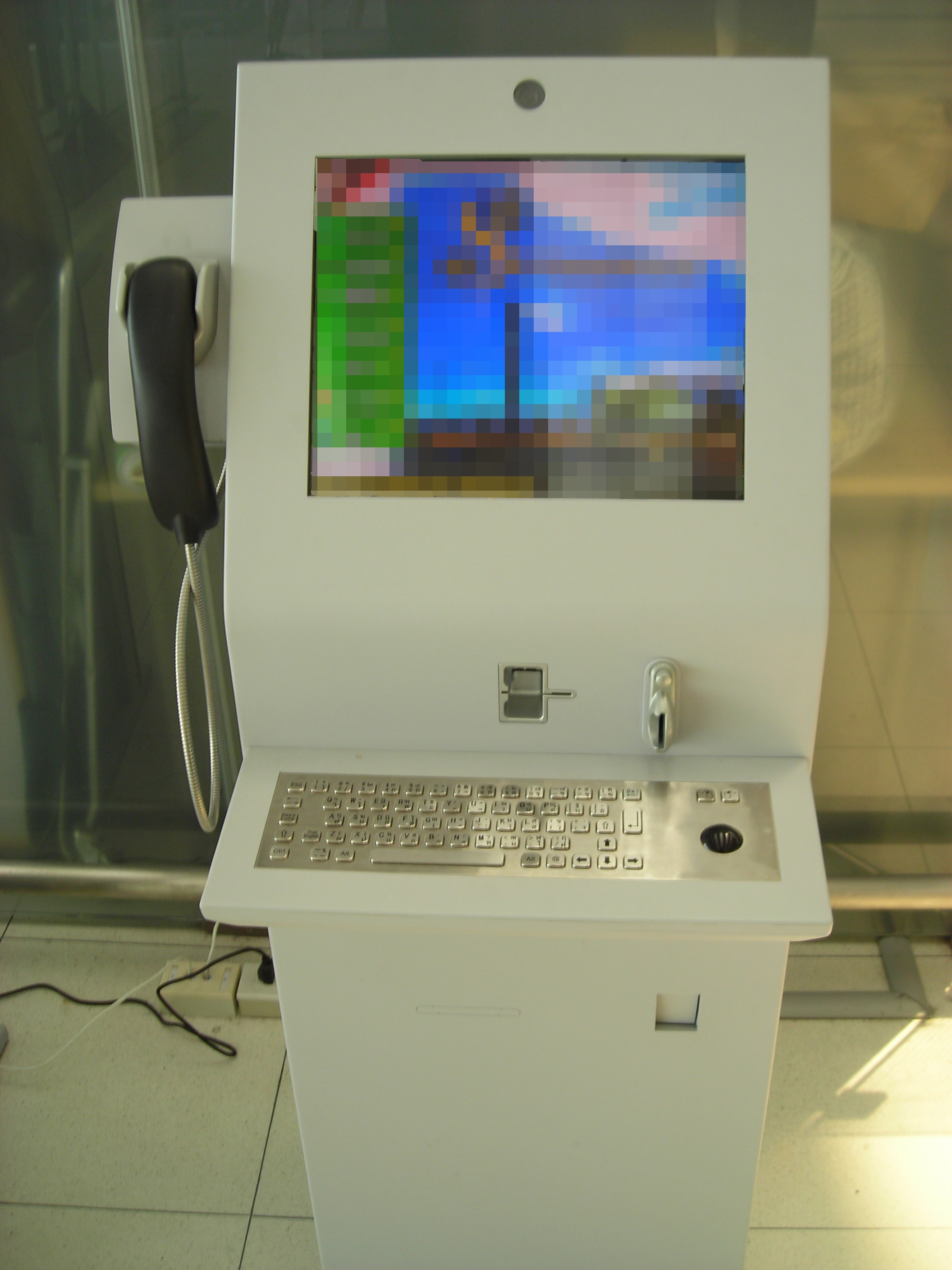
Terminal d'Internet públic

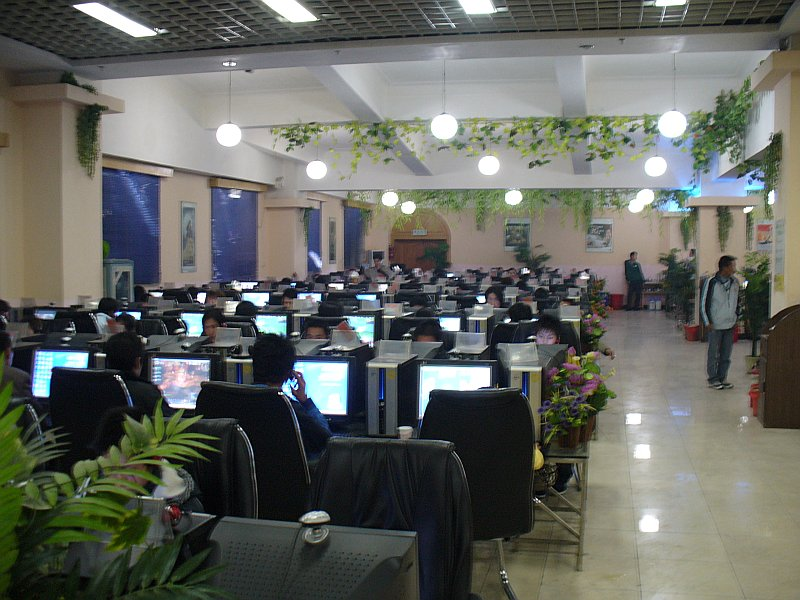
Cibercafè a la Xina

L'accés a Internet connecta terminals d'ordinador, ordinadors, dispositius mòbils, i xarxes informàtiques individuals a Internet, permetent als usuaris l'accés als seus serveis, com són l'email i el World Wide Web. Els proveïdors d'Internet (Internet service provider o ISP en anglès) ofereixen accés a Internet a través de diverses tecnologies d'un ample rang de velocitat de senyalització de dades (velocitats).
L'ús del consumidor d'Internet es va fer popular a través connexions per línia commutada (dial-up Internet access en anglès) en la dècada de 1990. A la primera dècada del segle xxi, molts consumidors de les nacions desenvolupades van utilitzar tecnologies d'accés a Internet de banda ampla més ràpides. En 2014 la banda ampla era omnipresent a tot el món, amb una velocitat de connexió mitjana global superior a 4 Mbit/s.

## Història
L'Internet fou desenvolupat de l'ARPANET, que va ser finançat pel govern estatunidenc per recolzar projectes entre govern i a les universitats i els laboratoris de recerca als EUA – però va créixer al pas del temps per incloure les universitats més grans i departaments de recerca de moltes empreses de tecnologia del món. L'ús d'una audiència més ample no va venir fins al 1995 quan es van llevar les restriccions de l'ús d'Internet per donar lloc al trànsit comercial.
De principis a mitjans de la dècada de 1980, la major part de les connexions a Internet eren des d'ordinadors personals i estacions de treball directament connectats a local area networks o connexions telefòniques utilitzant mòdems i línies telefòniques. Les LANs típicament han operat a 10 Mbit/s i va créixer per donar suport a 100 i 1000 Mbit/s, mentre que el trànsit de dades per mòdem van créixer de 1200 i 2400 bit/s en la dècada de 1980s, a 28 i 56 kbit/s de mitjans a finals de la de 1990. Al principi, les connexions per línies commutades van ser fetes per terminals o ordinadors executant programari d'emulació de terminal a servidors de terminals en LANs. Aquestes connexions per línies commutades no donaven suport d'ús d'extrem a extrem dels protocols d'Internet i només la terminal proporcionava les connexions. La introducció dels network access servers (NASs) donant suport del Serial Line Internet Protocol (SLIP) i més tard el point-to-point protocol (PPP) han ampliat els protocols d'Internet i va fer que tota la gamma de serveis d'Internet a disposició dels usuaris d'accés telefònic, subjectes únicament a les limitacions imposades per les velocitats de dades més baixes disponibles mitjançant l'accés telefònic.
L'accés d'Internet de banda ampla, sovint abreujat simplement banda ampla i també conegut com a accés a Internet d'alta velocitat, són serveis que proporcionen taxes de bits considerablement més grans que les disponibles usant un mòdem de 56 kbit/s. En el US National Broadband Plan de 2009, la U.S. Federal Communications Commission (FCC) va definir l'accés de banda ampla com "accés a Internet que està sempre encès i més ràpid que el tradicional accés telefònic", tot i que la FCC ho ha definit de manera diferent al pas dels anys. El terme banda ampla que originalment era una referència a la comunicació multi-freqüència, al contrari de banda estreta o banda base. La banda ampla és ara un terme de màrqueting que les companyies de telèfon, cable i altres utilitzen per vendre els seus productes més cars d'alt trànsit de dades. Les connexions de banda ampla són normalment muntades utilitzant les capacitats de xarxa Ethernet dels ordinadors, o utilitzant una targeta d'expansió NIC.
La majoria de serveis de banda ampla proporcionen una connexió contínua "sempre encesa"; no cal cap procés de marcatge d'entrada, i no utilitza línies telefòniques. La banda ampla proveeix un accés millorat als serveis d'Internet, així com:
- Navegació més ràpida de la world wide web
- Descàrrega més ràpida de documents, fotografies, vídeos, i altres fitxers grans
- Telefonia, ràdio, televisió, i videoconferència
- Xarxes privades virtuals i administració remota del sistema
- Joc en línia, especialment videojocs de rol jugats massivament en línia que són d'interacció intensiva

En la dècada de 1990, la iniciativa de la National Information Infrastructure als EUA va fer de l'accés a Internet de banda ampla un tema de política pública. En la dècada de 2000, la majoria de les connexions a Internet a les llars era mitjançant accés telefònic, mentre que moltes empreses i escoles estaven usant connexions de banda ampla. El 2000 hi havia poc menys de 150 milions de subscripcions d'accés telefònic als 34 països de l'OECD i menys de 20 milions de subscripcions de banda ampla. Per a l'any 2004, la banda ampla havia crescut i l'accés telefònic havia disminuït de manera que el nombre de subscripcions eren més o menys iguals a 130 milions cada un. En 2010, en els països de l'OECD, sobre el 90% de les subscripcions d'accés a Internet utilitzaven banda ampla, on havia crescut a més de 300 milions de subscripcions, i les d'accés telefònic s'havien reduït a menys de 30 milions.
Les tecnologies de banda ampla en ús més ampli són ADSL i l'accés d'Internet per cable. Les tecnologies més recents inclouen VDSL i fibra òptica s'han estès més a prop de l'abonat tant en plantes de telèfon i de cable. La comunicació de fibra òptica, mentre és només recentment utilitzat en esquemes de locals i voltants, ha tingut un paper crucial en permetre l'accés de banda ampla a Internet, fent la transmissió d'informació a altes velocitats de dades a majors distàncies molt més rendible que la tecnologia de cable de coure.
En àrees no servides per ADSL o cable, algunes organitzacions de la comunitat i els governs locals estan instal·lant xarxes Wi-Fi. L'Internet sense fils i per satèl·lit s'utilitza sovint en les zones rurals, sense desenvolupar, o altres zones de difícil accés per servir àrees on l'Internet per cable no està fàcilment disponible.
Les noves tecnologies que s'estan desplegant accés de banda ampla fix (estacionari) i mòbil s'inclouen WiMAX, LTE, i la tecnologia sense fils fixa, p. ex., Motorola Canopy.
A partir de més o menys 2006, l'accés de banda ampla mòbil és cada vegada més disponible a nivell del consumidor utilitzant tecnologies "3G" i "4G" com l'HSPA, EV-DO, HSPA+, i LTE.

## Disponibilitat
A més d'accedir des de la llar, l'escola i el lloc de treball, l'accés a Internet pot estar disponible a partir d'espais públics com serien biblioteques i cibercafès, on els ordinadors amb connexió a Internet estan disponibles. Algunes biblioteques ofereixen estacions per a la connexió dels portàtils dels usuaris a local area networks (LANs).
Els punts d'accés a Internet sense fil estan disponibles en llocs públics com les sales d'aeroports, en alguns casos només per a ús breu mentre s'està a l'espera. Alguns punts d'accés també poden proporcionar ordinadors que funcionen amb monedes. S'utilitzen diversos termes, com ara "quioscs d'Internet públics", "terminals d'accés públic", i "telèfon públic web". Molts hotels també tenen terminals públics, generalment basats en tarifes.
Cafeteries, centres comercials i altres llocs ofereixen cada vegada més l'accés sense fil a xarxes d'ordinadors, conegudes com a hotspots, per als usuaris que porten els seus propis dispositius sense fil habilitats com ara portàtils o PDA. Aquests serveis poden ser gratuïts per a tothom, lliure per només els clients, o basat en tarifes. Un hotspot no ha de limitar-se a un lloc confinat. Tota una escola o parc, o fins i tot es pot activar en una ciutat sencera. Els esforços de Grassroots han donat lloc a wireless community networks.
Addicionalment, l'accés a la banda ampla mòbil permet als telèfons intel·ligents i altres dispositius digitals per connectar a Internet des de qualsevol ubicació des que es pot fer una trucada de telèfon mòbil, subjecte a les capacitats d'aquesta xarxa mòbil.

### Velocitat
Les taxes de bits per a mòdems per via telefònica varien de 110 bit/s a finals de la dècada de 1950, a un màxim de 33 a 64 kbit/s (V.90 i V.92) a finals de la dècada de 1990. Les connexions telefòniques generalment requereixen l'ús dedicat d'una línia telefònica. La compressió de dades pot augmentar la velocitat de transmissió efectiva per a una connexió amb un mòdem de marcatge directe a partir de 220 (V.42bis) fins a 320 (V.44) kbit/s. No obstant això, l'eficàcia de la compressió de dades és molt variable, depenent del tipus de dades que s'envien, la condició de la línia telefònica, i tot un seguit d'altres factors. En realitat, la velocitat de dades global poques vegades excedeix els 150 kbit/s.
El subministrament de tecnologies de banda ampla tenen unes taxes de bits considerablement més altes que les basades en telefonia, generalment sense interrompre l'ús del telèfon regular. Diverses velocitats de dades a mínimes i màximes latències s'han utilitzat en les definicions de banda ampla, que van des de 64 kbit/s fins a 4,0 Mbit/s. En 1988 el cos dels estàndards de CCITT va definir "servei de banda ampla" que exigeix canals de transmissió capaços de suportar taxes de bits majors que la taxa primària que anaven des d'aproximadament 1,5 a 2 Mbit/s. Un informe de la Organization for Economic Co-operation and Development (OECD) en 2006 va definir l'amplada de banda tenir taxes de transferències de dades de descàrrega igual o més ràpides que 256 kbit/s. En 2015, el Federal Communications Commission (FCC) dels Estats Units va definir "Banda Ampla Bàsica" com a velocitats de transmissió de dades d'almenys 25 Mbit/s de baixada (des d'Internet a l'ordinador de l'usuari) i 3 Mbit/s de pujada (de l'ordinador de l'usuari a Internet). La tendència és elevar el llindar de la definició de banda ampla com a serveis de major velocitat de dades estiguin disponibles.
Els mòdems de més alta velocitat de dades d'accés telefònic i molts serveis de banda ampla són "asimètrics"—amb el suport de velocitats de dades molt més altes per a baixar (cap a l'usuari) que per pujar (cap a Internet).
Les tarifes de dades, incloses les que figuren en aquest article, en general es defineixen i s'anuncien en termes de la taxa de descàrrega màxima o pic. A la pràctica, aquestes taxes màximes de dades no són sempre de forma fiable a disposició del client. Les velocitats de dades reals d'extrem a extrem poden ser menors a causa d'una sèrie de factors. La qualitat de l'enllaç físic pot variar en funció de la distància i l'accés sense fil amb el terreny, el temps, la construcció d'edificis, la col·locació de l'antena, i la interferència d'altres fonts de ràdio. Poden existir els colls d'ampolla en els punts arreu de la ruta des de l'usuari final al servidor remot o servei que s'utilitza i no només en el primer o l'últim enllaç que proporciona accés a Internet per a l'usuari final.

### Congestió de la xarxa
Els usuaris poden compartir l'accés a través d'una infraestructura de xarxa comuna. Com la majoria dels usuaris no utilitzen la seva capacitat de connexió completa tot el temps, aquesta estratègia d'agregació (coneguda com a servei sostingut) en general funciona bé i els usuaris poden gaudir a la seva velocitat de dades completa almenys per períodes breus. No obstant això, la compartició de fitxers peer-to-peer (P2P) i el streaming de vídeo d'alta qualitat pot requerir taxes de bits altes per períodes llargs, que viola aquests supòsits i poden causar un servei a convertir-se en un excés de sol·licituds, el que resulta la congestió i el baix rendiment. El protocol TCP inclou mecanismes de control de flux que manegen automàticament l'amplada de banda que s'utilitza durant períodes de congestió de la xarxa. Això és just en el sentit que tots els usuaris que experimenten congestió reben menys amplada de banda, però pot ser frustrant per als clients i un problema important per als ISPs. En alguns casos la quantitat d'amplada de banda realment disponible pot caure per sota del llindar requerit per suportar un servei particular, com la videoconferència o streaming de vídeo en directe amb eficàcia fent que el servei no estigui disponible.
Quan el trànsit és particularment pesant, un ISP pot limitar deliberadament l'amplada de banda disponible per a classes d'usuaris o per serveis particulars. Això es coneix com a traffic shaping (organització del trànsit) i l'ús acurat pot garantir una millor qualitat del servei per als serveis crítics en el temps, fins i tot en xarxes molt ocupades. No obstant això, l'ús excessiu pot donar lloc a preocupacions sobre l'equitat i la neutralitat de la xarxa o fins i tot càrrecs de censura, quan alguns tipus de trànsit són bloquejats severament o completament.

### Apagades
Una apagada d'Internet o interrupció poden ser causades per les interrupcions de senyalització locals. Les interrupcions de cables de comunicacions submarines poden causar apagades o desacceleracions a grans àrees, com la interrupció de cable submarí de 2008. Els països menys desenvolupats són més vulnerables a causa d'un petit nombre d'enllaços d'alta capacitat. Els cables terrestres també són vulnerables, com en 2011 quan una dona cavant a la recerca de ferralla va tallar la connectivitat en la major part d'Armènia. Les apagades d'Internet que afecten gairebé a països sencers poden ser assolits pels governs com una forma de censura d'Internet, com en el bloqueig d'Internet a Egipte, mitjançant el qual aproximadament 93% de les xarxes estaven sense accés en 2011 en un intent per aturar la mobilització de les protestes antigovernamentals.
El 25 d'abril de 1997, causa d'una combinació d'error humà i de programari, una taula d'enrutament incorrecta al MAI Network Service (un Internet Service Provider de Virgínia, EUA) es va propagar a través d'encaminadors troncals i va causar grans trastorns al tràfic d'Internet durant unes hores.

## Tecnologies
Les tecnologies d'accés generalment utilitzen un mòdem, que converteix dades digitals a analògiques per transmetre sobre xarxes analògiques com les xarxes de telèfon i cable.

### Accés per via telefònica
| "Dial up modem noises"                                                                                                  |
| |
| Sorolls típics d'un mòdem telefònic mentre s'estableix la connexió amb un ISP local per tal d'obtenir accés a Internet. |
| |

L'accés a Internet per via telefònica utilitza un mòdem i una trucada telefònica enviada a través d'un public switched telephone network (PSTN) per connectar a una piscina de mòdems operats per un ISP. El mòdem converteix un senyal digital de l'ordinador en un senyal digital que viatja a través d'un bucle local d'una línia de telèfon fins que arriba a les instal·lacions de commutació de l'empresa de telefonia o oficina central (en anglès central office o CO), on és commutat a una altra línia de telèfon que connecta a un altre mòdem al punt final remot de la connexió.
Operant en un sol canal, una connexió telefònica pot monopolitzar la línia de telèfon i és un dels mètodes més lents d'accés a Internet. Aquest mètode és sovint l'única forma d'accés a Internet disponible en zones rurals, ja que no requereix nova infraestructura més enllà de la xarxa de telèfon existent, per connectar a Internet. Típicament, les connexions telefòniques no excedeixen la velocitat de 56 kbit/s, ja que es basen primàriament utilitzant mòdems que operen a una taxa de dades màxima de 56 kbit/s de baixada (cap a l'usuari) i 34 o 48 kbit/s de pujada (cap al Internet global).

### Xarxa d'àrea local
Les xarxes d'àrea local (de l'anglès Local area network o LAN) proveeixen accés a Internet a ordinadors i altres dispositius en una àrea limitada com pot ser una casa, escola, laboratori o edifici d'oficines, a través d'un enllaç de pujada a un ISP. Els enllaços de pujada solen ser establerts per una varietat de tecnologies, com el Point-to-point protocol over Ethernet (PPPoE).
Tot i que les LANs poden proveir altes taxes de dades que típicament varien entre 10 a 1000 Mbit/s, la velocitat d'accés a Internet actual està limitat per l'enllaç de pujada. Les LANs poden ser a través de cables o sense. L'Ethernet a través de cablejat parell trenat i Wi-Fi són dos de les tecnologies més comunes utilitzades per muntar LANs avui en dia, encara que ARCNET, Token Ring, Localtalk, FDDI, i altres tecnologies van ser utilitzades en el passat.
La major part de l'accés a Internet avui en dia és a través d'una LAN, sovint una LAN molt petita amb un o dos dispositius connectats. Mentre que les LANs són una forma important de l'accés a Internet, això augmenta la qüestió de com i a quina taxa de dades de la LAN és connectada a la resta d'Internet. Les tecnologies descrites més avall són utilitzades per realitzar aquestes connexions.

### Accés de banda ampla cablejada
El terme banda ampla inclou un gran rang de tecnologies, totes proveeixen altes taxes de dades d'accés a Internet. Aquestes tecnologies utilitzen filferros o cables en contrast a la banda ampla sense fils descrita més tard.

#### Multilink telefònic
La connexió telefònica multilink proveeix un augment de l'amplada de banda per connexions telefòniques múltiples mitjançant channel bonding i accedint-hi com a canal de dades únic. Requereix dos o més mòdems, línies de telèfon, i comptes de connexió telefònica, així com un ISP que suporti el multilinking – tanmateix qualsevol línia i càrrega de dades ha de ser també doble. Aquesta opció de multiplexor invers va ser breument popular amb alguns usuaris de gamma alta abans que el ISDN, DSL i altres tecnologies esdevinguessin disponibles. Diamond i altres empreses van crear mòdems especials per donar suport al multilinking.

#### Integrated Services Digital Network
Integrated Services Digital Network (ISDN) és un servei de telefonia commutada capaç de transportar veu i dades digitals, és un dels mètodes d'accés a Internet més antics. ISDN ha sigut utilitzat per a veu, videoconferència i aplicacions de dades en banda ampla. ISDN va ser molt popular a Europa, però menys comuna a l'Amèrica del Nord. Va tenir un màxim ús a finals de la dècada de 1990 abans de la disponibilitat de les tecnologies de DSL i mòdem per cable.
La taxa bàsica del ISDN, coneguda com a ISDN-BRI, tenen dos canals a 64 kbit/s anomenats "bearer" (portador) o "B". Aquests canals poden ser utilitzats separadament per a trucades de veu o dades o servides juntes per proveir un servei de 128 kbit/s. Les línies múltiples d'ISDN-BRI podien ser servides conjuntament per proveir taxes de dades per sobre dels 128 kbit/s. La taxa bàsica d'ISDN, coneguda com a ISDN-PRI, té 23 canals bearer (64 kbit/s cadascun) per a una taxa de dades combinada d'1,5 Mbit/s (estàndard estatunidenc). Una línia ISDN E1 (estàndard europeu) tenia 30 canals bearer i una taxa de dades combinada d'1,9 Mbit/s.

#### Línies dedicades
Les línies dedicades són línies usades primàriament per ISPs, empreses, i altres grans societats per connectar LANs i xarxes de campus a Internet utilitzant infraestructura existent de la xarxa pública de telèfon a altres proveïdors. A través de cable, fibra òptica, i ràdio, les línies dedicades són utilitzades per proveir accés a Internet directament així com blocs d'edificis de diverses maneres.
La tecnologia T-carrier té origen el 1957 i proveeix taxes de dades entre 56 i 64 kbit/s (DS0) a 1,5 Mbit/s (DS1 o T1), a 45 Mbit/s (DS3 o T3). Una línia T1 transporta 24 canals de veu o dades (24 DS0s), així els clients poden utilitzar diversos canals per a les dades i altres pel trànsit de veu, o utilitzar tots els canals per tenir una capacitat màxima de dades. Una línia DS3 (T3) transporta 28 canals DS1 (T1). Les línies T1 fraccionàries també són disponibles en múltiples de DS0 per proveir taxes de dades entre 56 i 1.500 kbit/s. Les línies T-carrier requereixen uns equips especial de terminació que pot ser separat o integrat a un encaminador o switch i pot ser comprat o llogat d'un ISP. L'equivalent del Japó de l'estàndard és J1/J3. A Europa, un estàndard lleugerament diferent, E-carrier, proveeix 32 canals d'usuari (64 kbit/s) o un E1 (2.0 Mbit/s) i 512 canals d'usuari o 16 E1s en un E3 (34.4 Mbit/s).
El Synchronous Optical Networking (SONET, als EUA i Canadà) i el Synchronous Digital Hierarchy (SDH, a la resta del món) són l'estàndard dels protocols de multiplexat utilitzats per transportar alts fluxos de corrents de bits digitalsa través de fibra òptica amb làsers o llum coherent alt de light-emitting diodes (LEDs). A taxes de transmissió més altes, les dades també poden ser transferides a través d'una interfície elèctrica. La unitat bàsica de l'emmarcat és un OC-3c (òptic) o STS-3c (elèctric) que transporta 155,520 Mbit/s. D'aquesta manera, un OC-3c transportaria tres OC-1 (51,84 Mbit/s) càrregues cadascun que tenen prou capacitat per incloure un DS3 complet. Les taxes de dades més altes són lliurades en múltiples OC-3c de quatre proveint OC-12c (622,080 Mbit/s), OC-48c (2,488 Gbit/s), OC-192c (9,953 Gbit/s), and OC-768c (39,813 Gbit/s). La "c" al final del títol OC significa "concatenat" i indica un sol corrent de dades en comptes de diversos corrents de dades multiplexats.
L'Ethernet d'1, 10, 40, i 100 gigabits (GbE, 10 GbE, 40/100 GbE) estàndards de IEEE (802.3) permeten que les dades digitals a ser lliurades a través de cablejat de coure a distàncies a 100 m i per via de la fibra òptica a distàncies a 40 km.

#### Accés a Internet per cable
L'accés a Internet per cable o accés de mòdem per cable proveeix accés a Internet via cablejat d'híbrid de fibra coaxial originalment desenvolupat per transportar senyals de televisió. Tant el cable de fibra òptica com el coure coaxial pot connectar un node a una ubicació del client a una connexió coneguda com a caiguda de cable. En un sistema de terminació de mòdem per cable (de l'anglès cable modem termination system o CMTS), tots els nodes pels subscriptors per cable en un barri es connecten a una oficina central de l'empresa de telecomunicacions, coneguda com a "head end." Aquesta empresa llavors connecta a Internet utilitzant una varietat de sistemes – normalment cable de fibra òptica o transmissions digitals per satèl·lit i microones. Com en DSL, el cable de banda ampla proveeix una connexió contínua amb un ISP.
En baixada, la direcció cap a l'usuari, les taxes de bits poden ser fins a 400 Mbit/s per connexions empresarials, i 250 Mbit/s per a servei residencial en alguns països. El trànsit de pujada, s'origina de l'usuari, varia de 384 kbit/s a més de 20 Mbit/s. L'accés de banda ampla per cable tendeix a servir menys clients empresarials perquè les xaxes de televisió per cable tendeixen a servir a edificis residencials i comercials, tot i que no sempre s'inclou el cablejat de xarxes de cable coaxial. A més a més, com que els subscriptors d'amplada de banda per cable comparteixen la mateixa línia local, les comunicacions poden ser interceptades pels subscriptors del barri. Les xarxes per cable normalment proveeixen esquemes d'encriptació per l'enviament de dades pels clients, però aquests esquemes poden ser deshabilitats.

#### Digital subscriber line (DSL, ADSL, SDSL i VDSL)
El servei de Digital Subscriber Line (DSL) proveeix una connexió a Internet a través de la xarxa de telèfon. A diferència de la xarxa de connexió commutada, el DSL pot operar utilitzar una sola línia telefònica sense limitar l'ús normal de la línia per a trucades de veu telefònique. DSL utilitza altes freqüències, mentre que les baixes freqüències (audibles) són lliures per a comunicació de telèfon regular. Aquestes bandes de freqüència són subseqüentment separades per filtres instal·lats pel client.
El DSL originalment era sinònim de "digital subscriber loop". En la comercialització de les telecomunicacions, el terme de línia d'abonat digital és àmpliament entès com a Asymmetric Digital Subscriber Line (ADSL), la varietat instal·lada més comunament de DSL. Les dades de consumidor a través dels serveis DSL típicament varia de 256 kbit/s a 20 Mbit/s en la direcció al client (baixada), depenent de la tecnologia DSL, condicions de la línia, i implementació a nivell del servei. En ADSL, les dades a través de la direcció de pujada, (p. ex. en direcció al proveïdor de serveis) és més baixa que la de baixada (p. ex. al client), d'aquí la denominació d'asimètrica. Amb una symmetric digital subscriber line (SDSL), les taxes de baixada i pujada són idèntiques.
El Very-high-bit-rate digital subscriber line (VDSL o VHDSL, ITU G.993.1) és un tipus de línia d'abonat digital (DSL) estàndard aprovat en 2001 que proporciona velocitats de dades de fins a 52 Mbit/s de baixada i 16 Mbit/s de pujada sobre cable de coure i fins a 85 Mbit/s de baixada i pujada en cable coaxial. El VDSL és capaç de donar suport a aplicacions de televisió a alta definició, així com serveis de telèfon (veu IP) i accés general a Internet, a través d'una sola connexió física.
VDSL2 (ITU-T G.993.2) és la versió de segona generació i una millora del VDSL. Va ser aprovat el febrer de 2006, és possible proveir taxes de dades excedint els 100 Mbit/s simultàniament en ambdues direccions. No obstant, la taxa de dades màxima és assolida a un rang de 300 metres i el rendiment es degrada quan augmenta la distància i l'atenuació de bucle.

#### DSL Rings
Els DSL Rings (DSLR) o Bonded DSL Rings és una topologia d'anell que utilitza la tecnologia DSL a través de cables telefònics de coure existents per proporcionar velocitats de dades de fins a 400 Mbit/s.

#### Fiber to the home
Fiber-to-the-home (FTTH) és part de la família de Fiber-to-the-x (FTTx) que inclou Fiber-to-the-building o basement (FTTB), Fiber-to-the-premises (FTTP), Fiber-to-the-desk (FTTD), Fiber-to-the-curb (FTTC), i Fiber-to-the-node (FTTN). Aquests mètodes transporten dades a l'usuari final a través de fibra òptica. Les diferències entre els mètodes tenen a veure principalment amb com a prop de l'usuari final ve el lliurament en fibra. Tots aquests mètodes de lliurament són similars als sistemes híbrids fibra-coaxial (HFC) usats per proporcionar accés a Internet per cable.
L'ús de fibra òptica ofereix taxes de dades més altes a distàncies relativament més llargues. La majoria de les xarxes troncals d'Internet d'alta capacitat i televisió per cable ja utilitzen tecnologia de fibra òptica, amb dades commutades a altres tecnologies (DSL, cable, POTS) pel lliurament final als clients.
Austràlia has començat el desplegament de la seva National Broadband Network a través del país utilitzant cables de fibra òptica al 93 per cent de les llars, escoles i negocis australians. Hi ha esforços semblants a Itàlia, Canadà, Índia, i molts altres països.

#### Power-line Internet
Power-line Internet, també conegut com a Broadband over power lines (BPL), transporta dades a Internet en un conductor que és també usat per la transmissió d'energia elèctrica. A causa de l'àmplia infraestructura de la línia elèctrica ja existent, aquesta tecnologia pot proporcionar a clients en zones de població rural accedir a Internet amb poc cost en termes de nous equips de transmissió o cable. Les velocitats de dades són asimètriques i generalment varien de 256 kbit/s a 2.7 Mbit/s.
Com que aquests sistemes utilitzen parts de l'espectre de ràdio assignades a altres serveis de comunicació over-the-air, la interferència entre els serveis és un factor limitant en la introducció de sistemes d'Internet per línies elèctriques. L'estàndard IEEE P1901 especifica que tots els protocols d'alimentació elèctrica han de detectar l'ús existent i evitar interferir-hi.
El Internet per via elèctrica ha sigut desenvolupat de manera més ràpida a Europa que els EUA a causa de diferències històriques en les filosofies de disseny del sistema elèctric. Els senyals de dades no poden través els transformadors reductors usats i, per tant, s'ha d'instal·lar un repetidor en cada transformador. Als EUA, u transformador serveix com un petit clúster d'un a unes poques cases. A Europa, és més comú que el transformador sigui una mica més gros per donar servei a grups més grans de 10 a 100 cases. Així, una ciutat típica dels Estats Units requereix més repetidors que en una ciutat europea comparable.

#### ATM i Frame Relay
L'Asynchronous Transfer Mode (ATM) i Frame Relay són estàndards de xarxes grans que poden ser usats per proveir accés a Internet directament o a blocs d'edificis d'altres tecnologies d'accés. Per exemple, diverses implementacions DSL usen una capa ATM sobre la capa de flux de bits de baix nivell per permetre un seguit de diverses tecnologies sobre el mateix enllaç. Les LANs dels clients són normalment connectades a un commutador ATM o un node Frame Relay usant línies dedicades a una gran varietat de taxes de dades.
Mentre que encara és utilitzat àmpliament, amb l'adveniment d'Ethernet a través de fibra òptica, MPLS, VPNs i serveis de banda ampla com el mòdem per cable i DSL, ATM i Frame Relay, 
ja no tenen el paper destacat que havien tingut abans.

### Accés de banda ampla sense fils
La banda ampla sense fils és usada per proveir accés a Internet tant mòbil com fix.

#### Wi-Fi

Logotip de Wi-Fi

Wi-Fi és un nom registrat per a una xarxa d'àrea local sense fils (de l'anglès wireless local area network o WLAN) que utilitza un dels estàndards IEEE 802.11. És una marca registrada de la Wi-Fi Alliance. Les llars i negocis sovint usen el Wi-Fi per connectar portàtils i telèfons intel·ligents a Internet. Els Hotspots per Wi-Fi es poden trobar en cafeteries i diversos establiments públics. Wi-Fi s'utilitza per crear xarxes sense fils a campus i ciutats senceres.
Les xarxes Wi-Fi són muntades usant un o més encaminadors amb capacitat sense fils anomenats punts d'accés. Les xarxes d'ordinador a ordinador "Ad hoc" a través de Wi-Fi són també possibles. La xarxa Wi-Fi és connectada a Internet usant DSL, mòdem per cable, i altres tecnologies d'accés a Internet. Les taxes de dades varien entre 6 a 600 Mbit/s. El servei de Wi-Fi és bastant curt, normalment de 20 a 250 m. Tant la taxa de dades i la distància varien depenent del protocol Wi-Fi, ubicació, freqüència, construcció de l'edifici, i interferències des altres dispositius. Utilitzant antenes direccionals amb Wi-Fi degudament configurats poden estendre la seva capacitat d'operació fins a distàncies de pocs quilòmetres, vegeu la secció següent, "Wireless ISP".

#### Wireless ISP
Els Wireless Internet service providers solen emprar sistemes de ràdio Wi-Fi IEEE 802.11 de baix cost per enllaçar ubicacions remotes a grans distàncies (Long-range Wi-Fi), per cal usar altres sistemes de comunicació per ràdio més potents.
La tecnologia 802.11b és un servei sense llicència omnidireccional dissenyat per abastar entre 100 i 150 m. En centrar el senyal de ràdio servit per una antena direccional de tipus 802.11b, es pot operar amb fiabilitat a una distància de pocs quilòmetres, tot i que els requisits de la tecnologia obstaculitzen la connectivitat en àrees de terreny muntanyós o amb obstacles densos. A més, en comparació amb la connectivitat cablejada, hi ha riscos de seguretat (llevat que els protocols de seguretat robusts estiguin habilitats); les taxes de dades són significativament més baixes (de 2 a 50 vegades més baix); i la xarxa pot ser menys estable, a causa de la interferència d'altres dispositius i xarxes sense fils, condicions climàtiques i problemes de visió directa.
Les instal·lacions de wireless-ISP en zones rurals són típicament de tipus no comercial i solen ser sistemes de pedaç muntades per aficionats a muntar antenes en pals i torres de ràdio, sitges d'emmagatzemament agrari, arbres molt alts, o qualssevol altre objecte alt que estigui disponible. Hi ha una sèrie d'empreses que ofereixen aquest servei.
Motorola Canopy i altres tecnologies patentades ofereixen accés als mercats rurals i altres que són de difícil accés utilitzant Wi-Fi o WiMAX. Als Països Catalans han proliferat aquests sistemes gràcies al projecte Guifi.net, tot i que també participa en el desplegament d'altres tecnologies.

#### WiMAX
La Worldwide Interoperability for Microwave Access (WiMAX) és un conjunt d'implementacions interoperables de la família d'estàndards de xarxa sense fils IEEE 802.16 certificats pel WiMAX Forum. WiMAX permet "el lliurament d'accés de banda ampla sense fils de darrera milla com a alternativa al cable i DSL". L'estàndard IEEE 802.16 original, ara anomenat "Fixed WiMAX", va ser publicat en 2001 i proveïa taxes de dades de 30 a 40 megabits-per-segon. El suport mòbil va ser afegit en 2005. Una actualització en 2011 proveeix taxes de dades de fins a 1 Gbit/s per a estacions fixes. WiMax ofereix a una xarxa d'àrea metropolitana amb un radi de senyal fins a 50 km, superant amb escreix el rang de 30 metres sense fils d'una local area network (LAN) Wi-Fi convencional. Els senyals WiMAX també penetren murs d'edificis amb molta més efectivitat que el Wi-Fi.

#### Banda ampla per satèl·lit

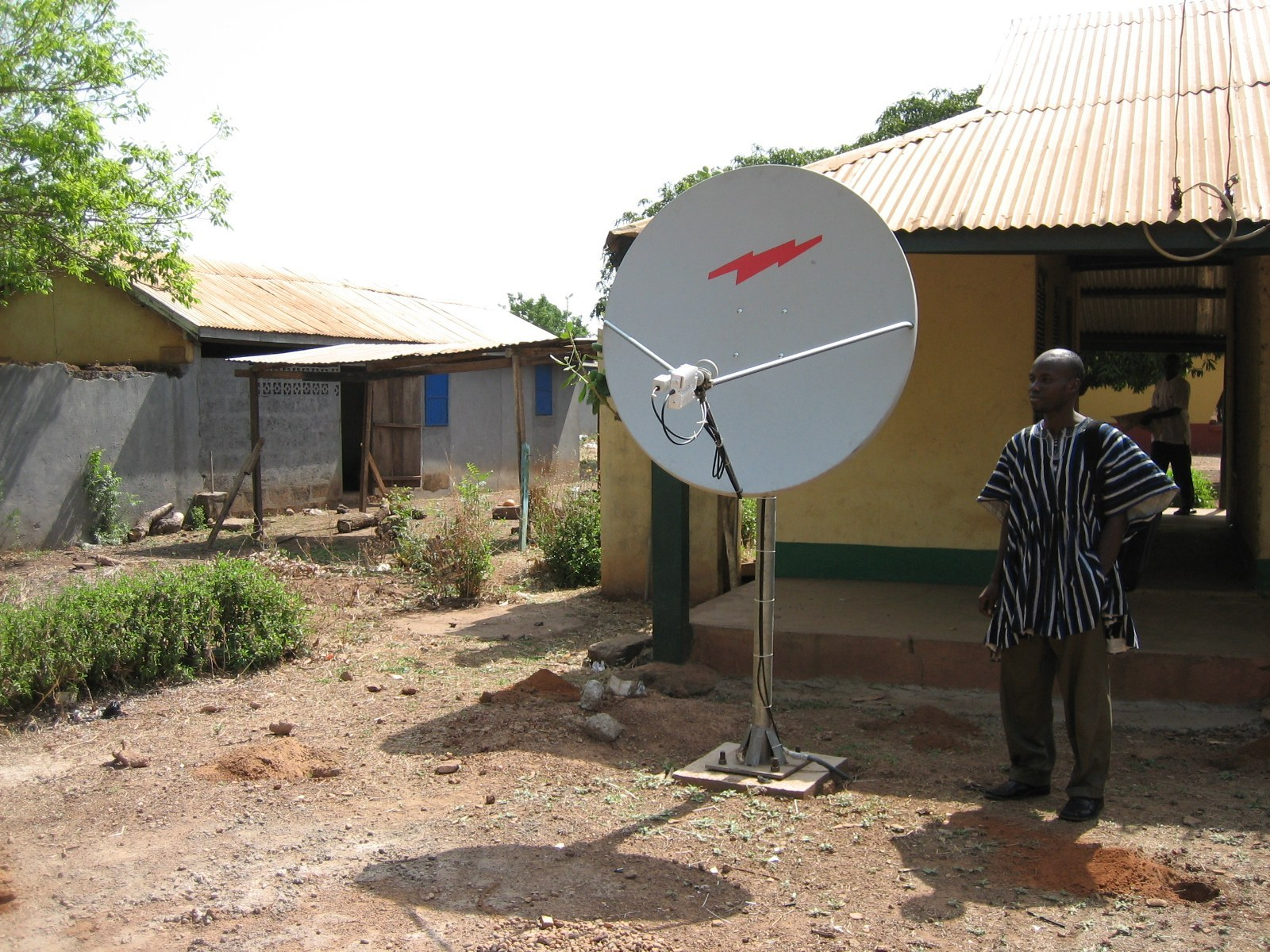
Accés a Internet per satèl·lit a través de VSAT a Ghana

El servei d'Internet per satèl·lit proveeix accés a Internet fixa, portable i mòbil. Les taxes de dades varien de 2 kbit/s a 1 Gbit/s en baixada i de 2 kbit/s a 10 Mbit/s en pujada. Els plats de les antenes per satèl·lit requereixen una visió clara del cel meridional. El servei pot ser perjudicat per la humitat, la pluja i la neu (conegut com l'esvaïment de pluja). El sistema requereix una antena direccional acuradament dirigida.
Els satèl·lits en òrbita terrestre geoestacionària (de l'anglès geostationary Earth orbit o GEO) operen en una posició fixa a 35.786 km per sobre de l'equador terrestre. A la velocitat de la llum (al voltant de 300.000 km/s), es necessita un quart de segon perquè un senyal de ràdio viatgi des de la terra al satèl·lit i de tornada. Quan s'afegeixen altres retards de commutació i enrutament i els retards es dupliquen per permetre una transmissió completa d'anada i tornada, el retard total pot ser entre 0,75 a 1,25 segons. Aquesta latència és gran en comparació amb altres formes d'accés a Internet amb latències típiques que van des de 0,015 a 0,2 segons. Les latències llargues afecten negativament a algunes aplicacions que requereixen resposta en temps real, en particular els jocs en línia, les xarxes privades virtuals i dispositius de control remot. Les tècniques d'optimització i acceleració de TCP poden mitigar alguns d'aquests problemes. Els satèl·lits GEO no cobreixen les regions polars de la Terra. HughesNet, Exede, AT&T and Dish Network have GEO systems.
Els satèl·lits en òrbita terrestre baixa (LEO, per sota dels 2000 km) i òrbita terrestre mitjana (MEO, entre 2000 i 35.786 km) són menys comuns, operen a altituds més baixes, i la seva posició per sobre de la terra no són fixes. Les altituds més baixes permeten latències més baixes i fan les aplicacions d'Internet interactiva en temps real factibles. Els sistemes LEO inclouen el Globalstar i Iridium. La constel·lació de satèl·lits d'O3b és un sistema MEO proposat amb una latència de 125 ms. COMMStellation™ és un sistema LEO, programat pel llançament en 2015, i s'espera que tingui una latència de tan sols 7 ms.

#### Banda ampla mòbil

Marca de servei de GSMA

La banda ampla mòbil és el terme de màrqueting per a l'accés a Internet sense fil de lliurament a través de les torres de telefonia mòbil a ordinadors, telèfons mòbils, i altres dispositius digitals que usin mòdem mòbil. Alguns serveis mòbils permeten més d'un dispositiu que es connecta a Internet a través d'una única connexió mòbil utilitzant un procés anomenat tethering. El mòdem pot ser integrat en els ordinadors portàtils, tauletes, telèfons mòbils i altres dispositius, sumat a alguns dispositius utilitzant PC cards, mòdems, i memòries USB o dongles, o mòdems sense fils dedicats.
De manera periòdica s'introdueix nova tecnologia i infraestructura de telèfon mòbil i generalment provoca un canvi en la natura bàsica del servei, tecnologia de transmissió no retrocompatible, taxes de dades màximes més altes, noves bandes de freqüència i disponibilitat d'amplada de banda de freqüències de canals més grans. Aquestes transicions s'anomenen generacions. Els primers serveis mòbils de dades van estar disponibles durant la segona generació (2G).
| Velocitats en kbit/s | amunt i avall      | amunt i avall      |
| • GSM CSD            | 9,6 kbit/s         | 9,6 kbit/s         |
| • CDPD               | fins a 19,2 kbit/s | fins a 19,2 kbit/s |
| • GSM GPRS (2.5G)    | 56 a 115 kbit/s    | 56 a 115 kbit/s    |
| • GSM EDGE (2.75G)   | fins a 237 kbit/s  | fins a 237 kbit/s  |

| Velocitats en Mbit/s | amunt      | avall      |
| • UMTS W-CDMA        | 0,4 Mbit/s | 0,4 Mbit/s |
| • UMTS HSPA          | 14,4       | 5,8        |
| • UMTS TDD           | 16 Mbit/s  | 16 Mbit/s  |
| • CDMA2000 1xRTT     | 0,3        | 0,15       |
| • CDMA2000 EV-DO     | 2,5–4,9    | 0,15–1,8   |
| • GSM EDGE-Evolution | 1,6        | 0,5        |

| Velocitats en Mbit/s | Velocitats en Mbit/s                         | amunt              | avall              |
| •                    | HSPA+                                        | 21–672             | 5,8–168            |
| •                    | Mobile WiMAX (802.16)                        | 37–365             | 17–376             |
| •                    | LTE                                          | 100–300            | 50–75              |
| •                    | LTE-Advanced:                                |                    |                    |
|                      | • movent-se a velocitats més altes           | 100 Mbit/s         | 100 Mbit/s         |
|                      | • no es mou o es mou a velocitats més baixes | fins a 1000 Mbit/s | fins a 1000 Mbit/s |
| •                    | MBWA (802.20)                                | 80 Mbit/s          | 80 Mbit/s          |

Les taxes de dades de baixada (a l'usuari) i pujada (a Internet) citades anteriorment són les taxes de pic o màxim i els usuaris finals normalment experimenten velocitats de dades més baixes.
WiMAX va ser originalment desenvolupat per lliurar servei sense fils fixe amb la mobilitat afegida en 2005. CDPD, CDMA2000 EV-DO, i MBWA ja no s'estan desenvolupant activament.
En 2011, el 90% de la població mundial vivia en àrees amb cobertura 2G, mentre que el 45% vivia en zones amb cobertura 2G i 3G.

#### Local Multipoint Distribution Service
El Local Multipoint Distribution Service (LMDS) és una tecnologia d'accés sense fils de banda ampla que utilitza senyals de microones operant entre 26 GHz i 29 GHz. Originalment va ser dissenyat per a transmissió de televisió digital (de l'anglès digital television o DTV), es concep com una tecnologia sense fils fixa de punt a multipunt per a la seva utilització en l'última milla. Les velocitats de dades van des de 64 kbit/s a 155 Mbit/s. La distància es limita típicament a aproximadament 2,4 km, però els enllaços de fins a 8 km des de l'estació base són possibles en algunes circumstàncies.
El LMDS ha estat superat en potencial tecnològic com comercial pels estàndards LTE i WiMAX.

## Preus i despeses

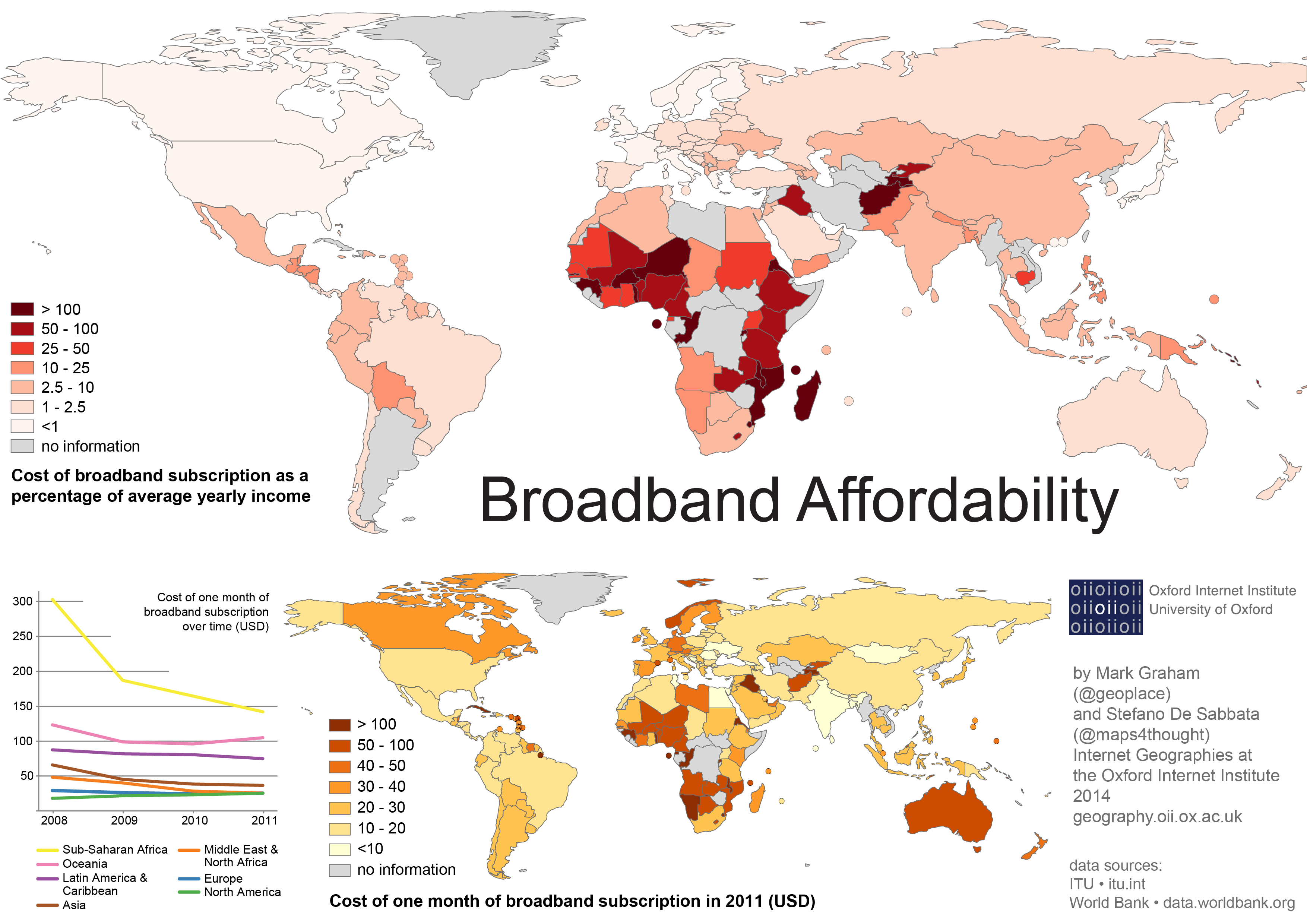
Assequibilitat de banda ampla en 2011Aquest mapa presenta una visió general de l'assequibilitat de la banda ampla, com la relació entre la renda mediana anual per capita i el cost d'una subscripció de banda ampla (dades referides del 2011). Font: Information Geographies at the Oxford Internet Institute.

L'accés a Internet és limitat per la relació entre el preu i els recursos disponibles a gastar. Pel que fa a això últim, s'estima que el 40% de la població mundial té menys de $20 estatunidencs per any disponibles per gastar en Tecnologies de la informació i la comunicació (de l'anglès information and communications technology o ICT). A Mèxic, el 30% més pobre de la societat compta amb una estimació de 35 dòlars per any (US$3 per mes) i al Brasil, els més pobres el 22% de la població compta amb només 9 dòlars per any per gastar en ICT ($0,75 per mes). Des de l'Amèrica Llatina se sap que el límit entre ICT com a bé de primera necessitat i el ICT com a bé de luxe és més o menys al voltant del “nombre màgic” de 10 dòlars per persona per mes, o 120 a l'any. Aquesta és la quantitat de gent en despesa TIC consideren que són una necessitat bàsica. Els preus d'accés a Internet actuals excedeixen els recursos disponibles disponibles en molts països.
Els usuaris d'accés telefònic paguen els costos per fer trucades telefòniques locals o de llarga distància, solen pagar una quota de subscripció mensual, i pot estar subjecte a càrrecs per tràfic basats minuts addicional o, i terminis de connexió fixats pel seu ISP. Encara que és menys comú avui en dia que en el passat, s'ofereix algun tipus d'accés telefònic "gratis" a canvi de mirar els anuncis de bàner, com a part del servei d'accés telefònic. NetZero, BlueLight, Juno, Freenet (NZ), i Free-nets són exemples de serveis que ofereixen accés lliure. Algunes Wireless community networks continuen amb la tradició d'oferir accés gratuït a Internet.
L'accés a Internet de banda ampla fixa és sovint venuda com a model de preu en forma de tarifa plana o "sense límits", amb preu determinat per la velocitat de dades màxima escollida pel client, en lloc d'una tarifa basada per minut o càrrega de trànsit. Les tarifes per minut i de càrrega de tràfic són comunes per a l'accés a Internet de banda ampla mòbil.
Els serveis d'Internet com Facebook, Wikipedia i Google han incorporat programes especials per associar-se amb l'operador de telefonia mòbil (de l'anglès mobile network operator o MNO) per introduir el cost zero-rating pels seus volums de dades com un mitjà per proporcionar el seu servei de manera més àmplia en els mercats en desenvolupament.
Amb l'augment de la demanda de continguts en streaming com el vídeo sota demanda i l'intercanvi d'arxius peer-to-peer, la demanda d'amplada de banda ha augmentat ràpidament i per a alguns proveïdors d'Internet del model de tarifa plana pot arribar a ser insostenible. No obstant això, s'estima que els costs fixs representen el 80-90% del cost de la prestació de serveis de banda ampla, el cost marginal pel transportar trànsit addicional és baix. La major part de proveïdors no revelen els seus costos, però el cost de transmetre un gigabyte de dades en 2011 es va estimar en al voltant de $0,03.
Alguns ISP estimen que un petit nombre dels seus usuaris consumeixen una part desproporcionada de l'amplada de banda total. En resposta, alguns ISP estan considerant, l'experimentació o han ja implementat combinacions de fixació de preus basades en el tràfic, diferents preus, amplada de banda o regulació de tràfic segons l'hora del dia o límits. Altres afirmen que la causa que el cost marginal d'amplada de banda extra és molt petit, amb el 80 a 90 per cent dels costos fixos, independentment del nivell d'ús, són mesures innecessàries o motivade per la preocupació que no sigui el cost de lliurament d'amplada de banda per a l'usuari final.
Al Canadà, Rogers Hi-Speed Internet i Bell Canada han imposat limitacions de banda ampla. En 2008, Time Warner va començar a experimentar amb la fixació de preus basat en l'ús a Beaumont, Texas. En 2009 es va veure l'esforç per Time Warner per ampliar els preus basats en l'ús a la zona de Rochester, New York però va aparèixer una fora resistència del públic, i va ser abandonat.
L'1 d'agost de 2012 a Nashville, Tennessee i l'1 d'octubre de 2012 a Tucson, Arizona Comcast va començar les proves per imposar límits de dades als residents de la zona. A Nashville, quan s'excedien el límit de 300 Gbyte es fa necessari una compra temporal de 50 Gbytes de dades addicionals.

## Creixement del nombre d'usuaris
L'accés a Internet va augmentar de 10 milions d'usuaris el 1993, a gairebé 40 el 1995, a 670 en 2002, i a 2,7 bilions en 2013. Amb la saturació del mercat, el creixement en el nombre d'usuaris d'Internet s'està desaccelerant en els països industrialitzats, però el creixement continua a Àsia, Àfrica, Amèrica Llatina, el Carib, i l'Orient Mitjà.
Hi havia més o menys 0,6 bilions de subscriptors fixos de banda ampla i gairebé 1,2 bilions de banda ampla mòbil en 2011. Als països desenvolupats la gent sovint utilitza les dues xarxes de banda ampla fixes i mòbils. En els països en desenvolupament, la banda ampla mòbil és sovint l'únic mètode d'accés disponible.

## Bretxa digital

Usuaris d'Internet en 2012 com a percentatge de la població per paísFont: International Telecommunications Union.

Subscripcions a banda ampla fixa d'Internet en 2012
com a percentatge de la població per paísFont: International Telecommunications Union.

Subscripcions de banda ampla mòbil a Internet en 2012
com a percentatge de la població per paísFont: International Telecommunications Union.

Malgrat el seu enorme creixement, l'accés a Internet no es distribueix per igual dins o entre països. La fractura digital es refereix a “la bretxa entre les persones amb accés efectiu a tecnologies de la informació i la comunicació (TIC), i els que tenen un accés molt limitat o nul”. La bretxa entre les persones amb accés a Internet i els que no és un dels molts aspectes de la bretxa digital. De que les persones tinguin accés a Internet pot dependre en gran manera de la situació financera, ubicació geogràfica, així com les polítiques governamentals. “Les poblacions de baixos ingressos, rurals i les minories han rebut un escrutini especial com els "desposseïts" tecnològics.
Les polítiques governamentals tenen un paper molt important en portar l'accés a Internet o limitar l'accés als grups desatesos, regions, i països. Per exemple, al Pakistan, que exerceix una política de TI agressiva destinada a impulsar la seva campanya de modernització econòmica, el nombre d'usuaris d'Internet va créixer de 133.900 (0,1% de la població) en 2000 a 31 milions (17,6% de la població) en 2011. En països com Corea del Nord i Cuba hi ha relativament poc accés a Internet per temor a la inestabilitat política que podrien acompanyar els beneficis de l'accés a Internet global dels governs. L'embargament econòmic estatunidenc és una altra barrera limitant de l'accés a Internet a Cuba.
Als Estats Units, milers de milions de dòlars s'han invertit en els esforços per reduir la bretxa digital i aconseguir l'accés a Internet a més persones en baixos ingressos i zones rurals dels Estats Units. La disponibilitat d'Internet varia àmpliament d'Estat a Estat als EUA En 2011 per exemple, el 87,1% de tots els residents de Nou Hampshire han viscut en una llar on havia Internet, ocupant el primer lloc en la nació.
Al mateix temps, el 61,4% de tots els residents de Mississipi han viscut en una llar on havia Internet, ocupant l'últim lloc en la nació.
L'administració Obama ha continuat aquest compromís de reduir la bretxa digital mitjançant l'ús de fons d'estímul. El National Center for Education Statistics va informar que el 98% de tots els ordinadors de les aules estatunidenques tenien accés a Internet en 2008 amb més o menys un ordinador amb accés a Internet per cada tres estudiants. El percentatge i la relació dels estudiants als ordinadors va ser el mateix per a les escoles rurals (98% i 1 ordinador per cada 2,9 estudiants).
L'accés als ordinadors és un factor dominant en la determinació del nivell d'accés a Internet. En 2011, en els països en desenvolupament, el 25% de les llars tenien un ordinador i el 20% tenien accés a Internet, mentre que als països desenvolupats les xifres van ser 74% de les llars tenien un ordinador i el 71% tenien accés a Internet. Quan es va legalitzar la compra d'ordinadors a Cuba en 2007, la propietat privada d'ordinadors es va disparar (hi havia 630.000 ordinadors disponibles a l'illa en 2008, un augment del 23% sobre 2007).
L'accés a Internet ha canviat la manera en què molta gent pensa i s'ha convertit en una part integral de la vida econòmica, política, i social de les persones. Facilitar l'accés a Internet a més persones al món els permetrà fer ús de les “oportunitats polítiques, socials, econòmiques, educacionals i acadèmiques” disponible a través d'Internet. Diversos dels 67 principis adoptats en la World Summit on the Information Society convocada per Nacions Unides a Ginebra el 2003, aborden directament la bretxa digital. Per promoure el desenvolupament econòmic i una reducció de la fractura digital, s'han desenvolupat diversos plans nacionals de banda ampla per augmentar la disponibilitat d'un accés assequible a Internet d'alta velocitat a tot el món.

### Accés rural
Un dels grans reptes per a l'accés a Internet en general i per a l'accés de banda ampla, en particular, és proporcionar un servei als clients potencials en zones de baixa densitat de població, com als agricultors, ramaders, i les ciutats petites. A les ciutats on la densitat de població és alta, és més fàcil per a un proveïdor de serveis recuperar-se dels costos d'equips, però cada client rural pot requerir equips costosos per connectar-se. Mentre que el 66% dels estatunidencs tenien una connexió a Internet l'any 2010, aquesta xifra era només el 50% a les zones rurals, d'acord amb el Pew Internet & American Life Project.
Virgin Media va anunciar que més de 100 ciutats a tot el Regne Unit "des deCwmbran a Clydebank" tenen l'accés al seu servei a 100 Mbit/s.
Wireless Internet Service Provider (WISPs) s'estan convertint ràpidament en una opció de banda ampla popular per a les zones rurals. Els requisits de la tecnologia poden obstaculitzar la connectivitat en algunes àrees amb terreny muntanyós o físicament molt obstaculitzada. No obstant això, el projecte Tegola, amb la prova pilot d'èxit a l'Escòcia remota, demostra que la connexió sense fils pot ser una opció viable.
La Broadband for Rural Nova Scotia initiative és el primer programa a l'Amèrica del Nord per garantir l'accés al "100% de les direccions cíviques" de la regió. Es basa en la tecnologia Motorola Canopy. A partir de novembre de 2011, unes 1.000 llars han reportat problemes d'accés. El desplegament d'una nova xarxa mòbil per un proveïdor de Canopy (Eastlink) s'espera que proporcioni l'alternativa de servei 3G/4G, possiblement a un ritme sense mesura especial, per a les zones més difícils de servir pel Canopy.
Una iniciativa de banda ampla rural a Nova Zelanda és un projecte conjunt entre Vodafone i Chorus, amb Chorus proporcionant la infraestructura de fibra i Vodafone proveir banda ampla sense fils, recolzada per fibra.

### Internet com un dret civil o humà
Les següents accions, declaracions, opinions i recomanacions que es descriuen a continuació han portat a pensar que la pròpia connexió a Internet és o hauria de ser un dret civil o humà.
Els diversos països que han adoptat lleis que obliguen l'Estat a treballar per garantir que l'accés a Internet està àmpliament disponible i/o prevenir l'estat de manera injustificable de restringir l'accés d'una persona a la informació i d'Internet:
- Costa Rica: El 30 juliol 2010 en la Cort Suprema de Costa Rica es va declarar: "Sense por d'equívocs, es pot dir que aquestes tecnologies [tecnologia de la informació i la comunicació] han impactat en la forma com els éssers humans es comuniquen, el que facilita la connexió entre les persones i les institucions a tot el món i l'eliminació de les barreres d'espai i temps. En aquest moment, l'accés a aquestes tecnologies es converteix en una eina bàsica per facilitar l'exercici dels drets fonamentals i la participació democràtica (e-democràcia) i el control ciutadà, l'educació, la llibertat de pensament i d'expressió, l'accés a la informació i els serveis públics en línia, el dret a la comunicació amb el govern electrònic i la transparència administrativa, entre d'altres. Això inclou el dret fonamental d'accés a aquestes tecnologies, en particular, el dret d'accés a Internet o World Wide Web."[126]
- Estònia: El 2000, el Parlament va posar en marxa un programa massiu per expandir l'accés a la ciutadania. L'Internet, segons el govern, és essencial per a la vida al segle xxi.[127]
- Finlàndia: El juliol de 2010, cada persona a Finlàndia ha de tenir dret a l'accés de connexió de banda d'un megabit per segon, d'acord amb la Ministeri de Transports i Comunicacions. I per al 2015, l'accés a una connexió de 100 Mbit/s.[128]
- França: El juny de 2009, el Consell Constitucional, el màxim tribunal de França, va declarar l'accés a Internet com un dret humà bàsic en una decisió enèrgica, que va revocar parts de la llei Hadopi, una llei que vigila els abusadors i sense revisió judicial es talla automàticament l'accés a la xarxa als quals segueixen descarregant material il·lícit després de dos advertiments[129]
- Grècia: Article 5A de la Constitució de Grècia estableix que tota persona té dret a participar en la societat de la informació i que l'Estat té l'obligació de facilitar la producció, l'intercanvi, la difusió i l'accés a la informació transmesa via electrònica.[130]
- Espanya: Començant en 2011, Telefónica, l'antic monopoli estatal que té el país sota contracte de "servei universal", ha de garantir una oferta de preu "raonable" de banda ampla d'almenys un megabyte per segon a tot Espanya.[131]

En desembre de 2003, la World Summit on the Information Society (WSIS) va ser convocada sota l'auspici de les Nacions Unides. Després de llargues negociacions entre els governs, les empreses i els representants de la societat civil, la Declaració de Principis del WSIS va ser adoptada reafirmant la importància de la societat de la informació per mantenir i enfortir els drets humans:

1. Nosaltres, els representants dels pobles del món, reunits a Ginebra del 10–12 de desembre de 2003 per a la primera fase de la World Summit on the Information Society, declarem el nostre desig i compromís comú de construir un accés centrat en les persones, integradora i orientada al desenvolupament de la Societat de la Informació, que tots puguin crear, utilitzar i compartir la informació i el coneixement, el que els individus, les comunitats i els pobles puguin desenvolupar el seu ple potencial en la promoció del seu sostenible desenvolupament i la millora de la seva qualitat de vida, d'acord amb els objectius i principis de la Carta de les Nacions Unides i respectant plenament i defensant la Declaració Universal dels Drets Humans.
3. Reafirmem la universalitat, indivisibilitat, interdependència i interrelació de tots els drets humans i les llibertats fonamentals, inclòs el dret al desenvolupament, consagrada a la Declaració de Viena. També reafirmem que democràcia, desenvolupament sostenible, i el respecte pels drets humans i les llibertats fonamentals, així com la bona gestió pública en tots els nivells són interdependents i es reforcen mútuament. Així mateix, resolem enfortir l'estat de dret en els assumptes internacionals i nacionals.
La Declaració de Principis del WSIS fa referència específica a la importància del dret a la fla llibertat d'expressió en la "societat de la informació" en afirmar:
4. Reafirmem, com a fonament essencial de la societat de la informació, i com s'indica a l'article 19 de la Declaració Universal dels Drets Humans, que tota persona té dret a la llibertat d'opinió i d'expressió; que aquest dret inclou la llibertat de sostenir opinions sense interferència i de cercar, rebre i difondre informacions i idees per qualsevol mitjà i sense consideració de fronteres. La comunicació és un procés social fonamental, una necessitat humana bàsica i el fonament de tota organització social. És fonamental per a la societat de la informació. Tothom, a tot arreu han de tenir l'oportunitat de participar i ningú ha de ser exclòs dels beneficis de les ofertes de la societat de la informació."
Una enquesta de 27.973 adults en 26 països, incloent a 14.306 usuaris d'Internet, realitzat per a la BBC World Service entre el 30 de novembre de 2009 i 7 de febrer de 2010 van trobar que gairebé quatre de cada cinc usuaris d'Internet i no usuaris de tot el món van sentir que l'accés a Internet és un dret fonamental. 50% strongly agreed, 29% somewhat agreed, 9% somewhat disagreed, 6% strongly disagreed, and 6% gave no opinion.
Les 88 recomanacions formulades pel Special Rapporteur sobre la promoció i protecció del dret a la llibertat d'opinió i d'expressió en un informe de maig de 2011 pel Consell de Drets Humans de l'Assemblea General de les Nacions Unides eren diversos els que van declarar sobre la qüestió del dret a l'accés a Internet:
67. A diferència de qualsevol altre mitjà, Internet permet a les persones de buscar, rebre i difondre informacions i idees de tota mena de forma instantània i econòmica a través de fronteres nacionals. Per ampliar enormement la capacitat dels individus de gaudir del seu dret a la llibertat d'opinió i d'expressió, que és un “activador” d'altres drets humans, Internet impulsa el desenvolupament econòmic, social i polític, i contribueix al progrés de la humanitat en el seu conjunt. En aquest sentit, el Special Rapporteur encoratja a altres procediments especials per participar en el tema d'Internet pel que fa als seus mandats particulars.
78. Mentre que les mesures de bloqueig i filtrat neguen els usuaris l'accés al contingut específic a Internet, els Estats també han adoptat mesures per a tallar l'accés a Internet completament. El Special Rapporteur considera tallar els usuaris d'accés a Internet, independentment de la justificació presentada, incloent per motius de violar la llei de drets de propietat intel·lectual, que són desproporcionades i, per tant, una violació de l'article 19, paràgraf 3, del Pacte Internacional de Drets Civils i Polítics.
79. El Special Rapporteur exhorta a tots els Estats a garantir que l'accés a Internet es mantingui en tot moment, fins i tot durant temps d'agitació política.
85. Atès que Internet s'ha convertit en una eina indispensable per a la realització d'una sèrie de drets humans, la lluita contra la desigualtat i l'acceleració del desenvolupament i el progrés humà, garantir l'accés universal a Internet ha de ser una prioritat per a tots els Estats. Així doncs, cada Estat ha de desenvolupar una política concreta i efectiva, en consulta amb persones de tots els sectors de la societat, inclòs el sector privat i els ministeris governamentals pertinents, per fer d'Internet àmpliament disponible, accessible i assequible per a tots els segments de la població.

### Neutralitat de la xarxa
La neutralitat de la xarxa (també neutralitat d'Internet, o la igualtat neta) és el principi que els proveïdors de serveis d'Internet i els governs han de tractar a totes les dades d'Internet per igual, no discriminar o carregar diferencialment per l'usuari, el contingut, el lloc, la plataforma, l'aplicació, el tipus d'equip connectat, o manera de comunicació. Els defensors de la neutralitat de la xarxa han expressat la seva preocupació per la capacitat dels proveïdors de banda ampla per usar la seva infraestructura de la darrera milla per bloquejar les aplicacions d'Internet i continguts (per exemple llocs web, serveis i protocols), i fins i tot per bloquejar als competidors. Els opositors afirmen que les regulacions de la neutralitat de la xarxa seria descoratjar la inversió en la millora de la infraestructura de banda ampla i tractar d'arreglar alguna cosa que no està trencat.

### Censura d'Internet
Quant a la censura d'Internet, diversos governs han emprat els talls del subministrament d'internet o de l'accés a les xarxes socials digitals com una manera d'obstaculitzar les protestes. Les notícies falses i la desinformació afebleixen el sistema democràtic i les capacitats de la població per exercir la seva ciutadania política, a la vegada que els talls persegueixen l'objectiu de no permetre que la dissidència es comuniqui amb l'exterior.

## Desastres naturals
Els desastres naturals interrompen l'accés a internet de manera profunda. Això és important—no només per a les empreses de telecomunicacions que són propietaris de les xarxes i les empreses que els utilitzen, sinó per a l'equip d'emergència o ciutadans desplaçats. La situació s'agreuja quan els hospitals o altres edificis necessaris per a la resposta a desastres perden la seva connexió. Els coneixements adquirits a partir de l'estudi d'interrupcions d'Internet pels desastres naturals podria ser objecte d'un ús en la planificació o recuperació. A més, a causa dels desastres naturals i d'origen humà, s'estan realitzant estudis en resistència de la xarxa per evitar interrupcions a gran escala.
Els desastres naturals poden impactar en Internet i danyar les sub-xarxes, fent impossible la connexió. Un estudi sobre les xarxes locals després de l'huracà Katrina va revelar que el 26% de les subxarxes dins de la cobertura de la tempesta no eren accessibles. Al moment de major intensitat de l'huracà Katrina, gairebé el 35% de les xarxes a Mississipi estaven sense energia elèctrica, mentre que al voltant del 14% de les xarxes de Louisiana van ser interrompudes. D'aquestes subxarxes inaccessibles, el 73% eren interrompudes durant quatre setmanes o més i el 57% estaven en “en organitzacions d'emergència importants, com ara hospitals i agències governamentals”. Els danys importants a la infraestructura i zones inaccessibles eren dues explicacions per al llarg retard de tornada al servei. La companyia Cisco va anunciar un Network Emergency Response Vehicle (NERV), un camió que fa que les comunicacions portàtils siguin possibles pels serveis d'emergència tot i que les xarxes tradicionals estan interrompudes.
Una segona forma que els desastres naturals destrueixen la connectivitat a Internet és per la ruptura de cables submarins—els cables de fibra òptica col·locats al fons de l'oceà que proporcionen connexió internacional a Internet. El terratrèmol submarí de 2006 a prop Taiwan (7,2 de l'escala de Richter) va tallar sis dels set cables internacionals connectats a aquest país i va causar un tsunami que va acabar amb una de les seves estacions de cable i aterratge. L'impacte va fer alentir o va inhabilitar la connexió a Internet durant cinc dies a la regió d'Àsia i el Pacífic, així entre la regió i els Estats Units i Europa.
Amb l'augment de la popularitat de la informàtica al núvol, ha augmentat la preocupació per l'accés a les dades allotjades en el núvol en el cas d'un desastre natural. Amazon Web Services (AWS) ha estat en les notícies per importants talls a la xarxa a l'abril de 2011 i juny de 2012. AWS, igual que altres grans empreses d'allotjament en el núvol, es prepara per als talls típics i els desastres naturals a gran escala amb energia de reserva, així com els centres de dades de còpia de seguretat en altres llocs. AWS divideix el món en cinc regions i després divideix cada regió en zones de disponibilitat. Un centre de dades en una zona de disponibilitat ha d'estar recolzada per un centre de dades en una zona de disponibilitat diferent. En teoria, un desastre natural no afectaria més d'una zona de disponibilitat. Aquesta teoria es porta a terme sempre que no s'afegeix l'error humà a la barreja. La gran tempesta de juny 2012 només es va desactivar el centre de dades principal, però un error humà va fer desactivar les còpies de seguretat secundari i terciari, que afectava empreses com Netflix, Pinterest, Reddit, i Instagram.